# ایان ماکستون گراهام
ایان ماکستون گراهام (انگلیسی: Ian Maxtone-Graham؛ زادهٔ ۳ ژوئیهٔ ۱۹۵۹) فیلم‌نامه‌نویس، نویسنده و تهیه‌کننده فیلم اهل ایالات متحده آمریکا است.
وی همچنین برندهٔ جوایزی همچون جوایز امی ساعات پربیننده و جوایز آنی شده‌است.